# Ung Vänster

Ung Vänster och vänsterpartiet demonstrerar på första maj i Helsingborg 2012.

Ung Vänster är Vänsterpartiets ungdomsförbund. Förbundet har sina rötter i Socialdemokratiska Ungdomsförbundet som bildades 1903. Efter splittring och namnbyte kallades det bland annat Sveriges kommunistiska ungdomsförbund. Den nuvarande organisationen bildades formellt 1970 som Kommunistisk Ungdom (KU) sedan den tidigare organisationen Vänsterns Ungdomsförbund (VUF) brutit med moderorganisationen och bildat Marxist-Leninistiska Kampförbundet (MLK). 
Förbundet beskriver sin ideologi som socialism och feminism. Utifrån marxistiska och feministiska teorier arbetar förbundet för ett demokratiskt, socialistiskt samhälle. Man menar att det förutsätter en förändring av samhället i grunden, det vill säga avskaffandet av kapitalismen och könsmaktsordningen. De kallar sig själva ett revolutionärt ungdomsförbund och anser att det inte räcker att förändra samhället med reformer utan att det måste ske en genomgripande förändring. Denna omvandling måste enligt dem ske med folkmajoritetens stöd och bekräftas i allmänna val.

## Historia

### Socialdemokraternas ungdomsförbund
Förbundets föregångare grundades ursprungligen 1903 under namnet Socialdemokratiska Ungdomsförbundet (SDUF) som ungdomsförbund till Socialdemokratiska arbetarpartiet. Anledningen till att förbundet bildades var att man ville ta avstånd från de anarkistiska tendenserna i Socialistiska Ungdomsförbundet (Ungsocialisterna), som också sågs som ett ungdomsförbund till socialdemokraterna. Partiet gav det nya förbundet sitt moraliska stöd, men väntade med att ge det ekonomiskt stöd. Redan 1 maj samma år började förbundet ge ut tidningen Fram och förbundet hade då drygt 800 medlemmar.

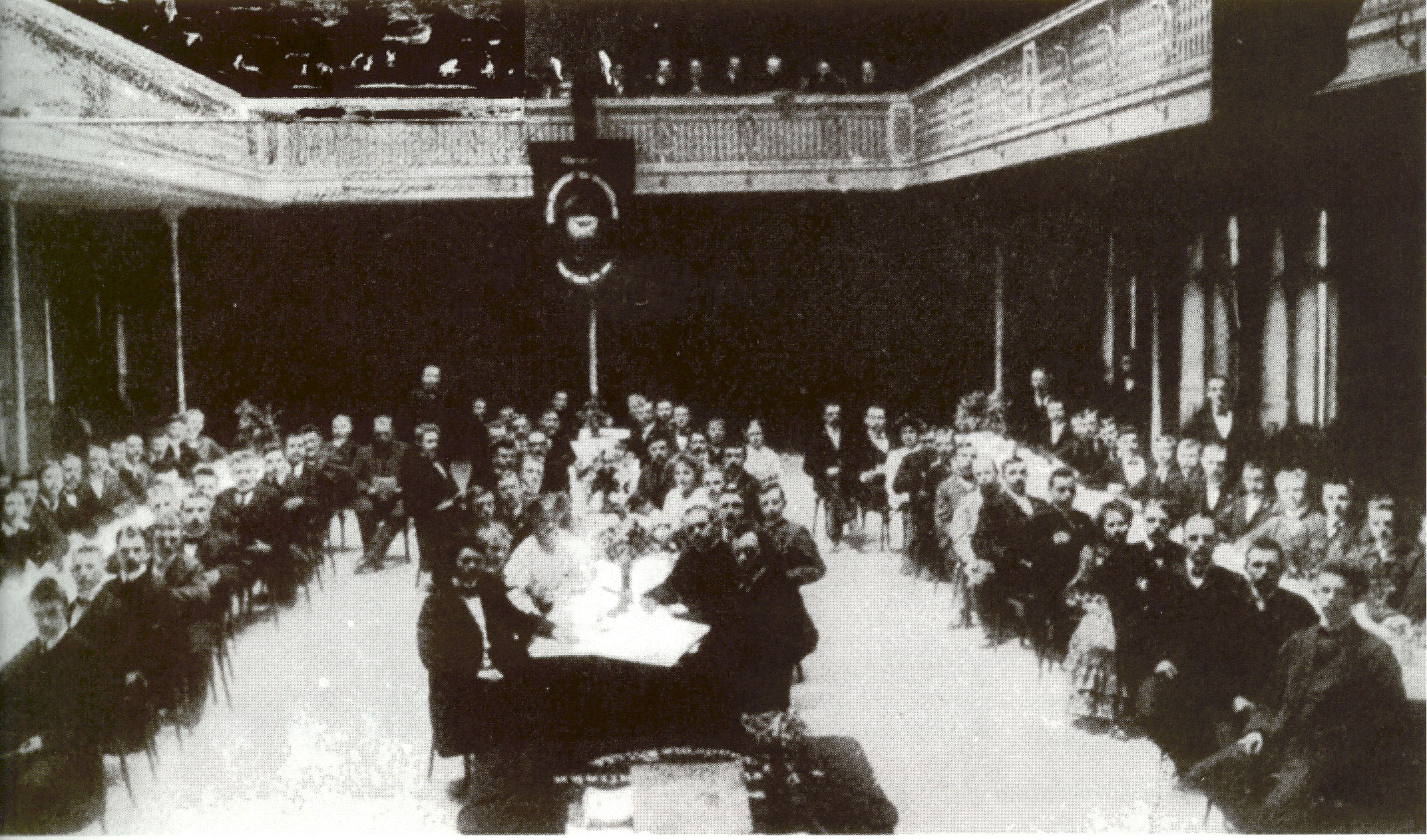
SDUF:s första kongress 1905

År 1905 hölls förbundets första partikongress i Stockholms Folkets hus. Då hade förbundet 5 000 medlemmar och 89 klubbar från Malmö i söder till Kiruna i norr. Vissa uppgifter anger 7 000 medlemmar och 150 klubbar, vilket kan bero på att dessa ännu inte var anslutna till förbundet. Frams upplaga låg på 20 000 ex. Den största frågan under kongressen var Unionskrisen, där förbundet starkt opponerade sig mot högerns krav på att med vapen tvinga Norge till underkastelse.  Förbundet släppte ett uttalande med rubriken "Ner med Vapnen!" där man argumenterade för att arbetarna är redo att tillgripa storstrejk för att förhindra ett krig. Zeth Höglund dömdes som ansvarig utgivare till sex månaders fängelse. 
År 1908 beslöt styrelsen att Fram skulle bli veckotidning och flyttas från Malmö till Stockholm. Beslutet möttes dock av kritik från medlemmarna, särskilt från Per-Albin Hansson som i Skåne dominerade Fram. När det beslutades att kongressen skulle ta upp frågan istället startade Stockholmsklubbarna med Zeth Höglund i spetsen tidningen Stormklockan.
År 1917 bröt hela ungdomsförbundet och vänsterdelen av Socialdemokratiska arbetarpartiet med partiet eftersom man efter medlemsomröstning inte gick med på partiledningens ultimatum att vara "redo att vid alla tillfällen främja partiets verksamhet i full överensstämmelse med av partiet och dess underavdelningar fattade beslut", eftersom man upplevde att detta syftade till att tysta oppositionen inom partiet. Man valde att kalla beslutet för munkorgsstadgan. Man var oense bland annat om synen på första världskriget, där ungdomsförbundet gick ut med en skarp antimilitaristisk propaganda under parollen "inte en man - inte ett öre till militarismen". Socialdemokraternas utbrytande ungdomsförbund och vänsterfalang bildade partiet Sverges Socialdemokratiska Vänsterparti (SSV), som i dag heter Vänsterpartiet. Samma år bildades Sveriges socialdemokratiska ungdomsförbund (SSU) som nytt ungdomsförbund åt det socialdemokratiska partiet.

### Sveriges Kommunistiska Ungdomsförbund
När partiet 1921 anslöt sig till Komintern bytte partiet namn till Sveriges kommunistiska parti (SKP) och ungdomsförbundet bytte namn till Sveriges kommunistiska ungdomsförbund (SKU). De som inte gick med på namnbytet och andra förändringar, som starkare kontroll över partiet från Komintern blev automatiskt uteslutna ur partiet[källa behövs]. En liknande splittring drabbade även ungdomsförbundet, och många medlemmar försvann till moderpartiet för att fylla luckorna de uteslutna lämnade efter sig.

#### Splittringar och direktiv från Moskva
Förbundets antimilitarism fick stå tillbaka då Komintern såg det som nödvändigt för att krossa kapitalismen. Förbundet var berett att göra vad som helst för att stötta vad förbundet då betraktade som socialismens stora landvinning: Sovjetunionen.
År 1929 kom den största splittringen i partiets historia då Karl Kilbom och större delen av medlemmarna uteslöts av Komintern, och flera medlemmar lämnade partiet. Karl Kilbom bildade tillsammans med Nils Flyg Socialistiska partiet vilket senare kom att utvecklas till ett nazistparti, dock ej under Kilbom, som anslöt sig till Socialdemokraterna.
SKU drabbades även av splittringarna 1924 och 1929. Många av medlemmarna försvann efter ett tag till SSU, men efter splittringen 1929 fanns det under hela 30-talet två jämnstarka ungdomsförbund till respektive kommunistiskt parti. I början av 20-talet hade SKU haft kring 20 000 medlemmar, 1931 hade förbundet endast 4 083, medan SSU hade 64 000.
Ungdomsförbundet deltog i manifestationerna kring strejken i Ådalen 1931. Fem arbetare sköts till döds av militär och fem skadades. Två av de dödade var medlemmar i SKU, Eira Söderberg, 20 och Evert Nygren, 21.
Under hela 1920-talet och början av 1930-talet drev ungdomsförbundet en hård vänsterlinje, begreppet "klass mot klass" användes flitigt. Socialdemokraterna sågs som klassförrädare, och hade öknamnet socialfascister. Förbundet såg deras samarbete med liberalerna som ett svek mot arbetarklassen, och att inget socialistiskt samhälle någonsin skulle kunna nås på borgarnas villkor. Det kan förklaras med direktiv från Komintern, men även av att motsättningarna i samhället överlag var väldigt stora på 1920-talet.

#### Spanska inbördeskriget och kampen mot fascismen
Klass mot klassretoriken försvårade samarbetet med andra vänsterorganisationer. 1935 började förbundet släppa sin skarpa klassretorik för folkfrontspolitik liksom kommunistiska ungdomsrörelser runtom i Europa. Förbundet ansåg att fascismen måste stoppas med breda folkorganisationer och närmanden gjordes med till exempel SSU för att tillsammans bekämpa de nya motståndarna. Efter 1935 drev både partiet och ungdomsförbundet en mjukare linje gentemot socialdemokraterna, och fokuserade istället på att stoppa fascismen och kritisera eftergiftspolitiken gentemot Adolf Hitler.
År 1936 bröt det spanska inbördeskriget och ett stort antal svenska kommunister, syndikalister (anarkister) och socialdemokrater - tillsammans runt sexhundra - reste till Spanien för att försvara den spanska republiken mot de fascistiska upprorsmakarna. Detta trots att straffet i Sverige för att resa dit var upp till sex månader i fängelse. En majoritet av dessa Spanienfrivilliga var medlemmar i SKU och många återvände aldrig till Sverige.
Sovjet ingick Molotov–Ribbentrop-pakten år 1939 och förbundet kritiserade inte Sovjet, de positiva rapporterna därifrån använde förbundet som argument för kommunismen. När andra världskriget startade drev förbundet en fredslinje där man såg Sovjet som den enda kraften i Europa som verkade för fred. Sovjets anfall mot Polen och de Baltiska staterna stöttades av förbundet och kriget mellan Tyskland och England-Frankrike såg förbundet som krig mellan imperialistiska stater.

#### Förbundet under andra världskriget
Om Sovjets agerande under krigets första månader ställde till bryderi för förbundet, var det ingenting jämfört med när vinterkriget startade med ett sovjetiskt angrepp. I Sverige hävdade många att "Finlands sak är vår", och att Sverige borde gå in i kriget på Finlands sida. Att i det läget argumentera för Sovjets angrepp var näst intill politiskt självmord. Förbundet försökte dock, men drabbades av stora motgångar. Transportförbud lades på alla tidningar med kommunistisk koppling och många i förbundet tvingades utföra militärtjänst i arbetsläger[källa behövs]. Den 3 mars 1940 överlevde förbundets ordförande Filip Forsberg ett attentat mot Norrskensflamman. Fem personer omkom, varav två var barn. Sammanlagt dömdes sex personer för dådet, men efter fem år är alla åter på fri fot.
Allt eftersom krigslyckan vände för Sovjet framstod kommunismen som mer framgångsrik och det faktum att Sovjet var allierat med Kina, USA och Storbritannien i kriget mot Tyskland, ledde till att kommunisterna fick mer sympatier i Sverige. Förbundets önskan om enhetsfront mot fascismen och för Sveriges nationella frihet fick allt mer gehör. 1943 avvecklas Komintern och plötsligt fick Europas kommunistpartier möjlighet att utforma sina egna partiprogram. SKP hade framgång i valet 1944 och förbundets medlemsantal ökade från 4 461 medlemmar 1942 till 13 208 medlemmar 1945.
Förbundet ställde sig bakom socialdemokraternas efterkrigsprogram och formulerade ungdomens fyra rättigheter: rätt till arbete, rätt till utbildning, rätt till egen bostad och rätt till fritid, nöje och förströelse.
Sovjetunionens upprättande av Mosvkatrogna diktaturer i Europa efter krigsslutet utgjorde en belastning för kommunister i Sverige och ungdomsförbundets stöd åt Sovjetunionens politik gjorde att de blev hårt kritiserade i Sverige.

#### Försök att bredda organisationen
Fredsarbetet var i fokus i den kommunistiska rörelsen, och SKP och SKU tog tidigt ställning mot svenska atomvapen, i ett läge då socialdemokraternas ledning och borgarna var för. Man samlade 312 719 namnunderskrifter mot svenska atomvapen 1950, men trots det sågs det som en motgång. I Finland hade man samlat in dubbelt så många.

### Demokratisk ungdom
Förbundet ville fortsätta med sin enhetsfrontstaktik efter kriget, klass mot klassretoriken från 1930-talet var nu som bortblåst. Dessutom tyckte man att SKP fortfarande var för Moskvastyrt, så man ville starta en bred organisation som kunde organisera alla arbetarungdomar, inte bara kommunister. Därför startades Demokratisk Ungdom (DU) 1952 som en partipolitiskt och religiöst obunden organisation som skulle existera som en bred organisation för alla ungdomar. Men kopplingarna till SKU var uppenbara, och på de flesta platser försvann nästan all SKU-verksamhet till förmån för DU.
Men DU vann inget förtroende hos de flesta ungdomar, på grund av kopplingarna till SKU. SSU:s tidskrift Frihet varnade sina medlemmar för att gå med i DU, i en rubrik stod det: "DU-klubbar - Nytt kommunisttrick!"[källa behövs].
Fokus i verksamheten låg mycket på olika fritidsaktiviteter för ungdomar. Man höll mycket på solidaritet med andra länder, och åkte på DUV:s (Demokratisk Ungdoms Världsfederation) världsungdomsfestivaler. Krav man drev i Sverige var lika lön för kvinnor och män, byggande av bostäder, stöd till idrotten och andra fritidsaktiviteter och lika rätt till utbildning. Man kritiserade nynazismen och kolonialismen, och var tidigt ute som ett antirasistiskt förbund där man kritiserade diskrimineringen av Romer och Samer.
År 1958 slogs SKU och DU samman med namnet DU, och blev ungdomsförbund till SKP. Inrikespolitiskt drev man krav på ungdomens fyra rättigheter och krav på förnyelse inom SKP. Antimilitarismen var stark, man kritiserade stalinismen och diskuterade värnpliktsvägran. Internationellt förordade man höga bistånd och räntefria lån till U-länderna, och stödde Algeriets frigörelse ifrån Frankrikes kolonisering. Senare kom det att följas av stöd för motståndsrörelser i Rhodesia och Vietnam. Man stödde även folkrörelser mot fascismen i Spanien, Grekland och Portugal. 1967 behandlas Palestinafrågan för första gången, då man betonar Israels rätt att existera, man även de palestinska flyktingarnas rätt att återvända. Amerikansk imperialism såg förbundet som orsak till konflikten.

### Vänsterns Ungdomsförbund

#### Vänstervåg och konflikter
Både moderpartiet och förbundet upplevde stora förändringar under slutet på 1960-talet, och många viljor kämpade i de två organisationerna. Partiet ville göra sig mer självständigt gentemot Sovjet och komma närmare den falang som tog avstånd från partiets kommunism. I en kompromiss bytte förbundet namn till Vänsterpartiet Kommunisterna, som en reaktion på detta bröt sig mer radikala krafter ut och bildade KFML som stödde Kinas kommunistiska parti.
I förbundet ville många ta tillbaka det gamla namnet SKU, eftersom DU misslyckats med att bli en bred organisation. Även här togs en kompromiss, förbundet följde partiets linje och tog namnet Vänsterns Ungdomsförbund (VUF), men även här fanns många olika viljor som stred emot varandra.
Förbundet gick till skillnad från partiet mot en alltmer radikal hållning, och krävde att partiet skulle ha en mycket tydligare revolutionär profil.

### Kommunistisk Ungdom
Till slut blev motsättningarna mellan förbundsledning och parti så stora att ungdomsförbundet 1970 bröt med partiet och bytte namn till Marxist-Leninistiska Kampförbundet (MLK). En fraktion med förre ordföranden Anders Carlberg bildade Förbundet Kommunist (FK). De delar av förbundet som förblev partiet trogna tog därvid namnet Kommunistisk Ungdom och ansåg sig vara VUF:s egentliga efterföljare, även om det i strikt juridisk mening sett var en ny organisation. I utbrytningen fanns en viss ironi då partiet hade sitt ursprung i Ungsocialisternas, dåvarande Socialdemokraternas ungdomsförbund, brytning med moderpartiet 1917. 
Det nya förbundet startade upp en egen version av tidningen Stormklockan, som fortsatte ges ut av MLK. 1972 valdes en förbundsledning och 1973 kunde 103 ombud från hela landet samlas till en kongress. Förbundet lade stort fokus på fackligt arbete, där klimatet efter många år av samförstånd blivit hårdare. En annan stor uppgift blev att bekämpa den stigande ungdomsarbetslösheten. Förbundet drev även en kampanj för "lika lön för lika arbete", där förbundet 1976 samlade in 125 000 namnunderskrifter till LO.
Förbundet var mycket engagerat i FNL-rörelsen som gav många möjligheter till internationellt arbete. När kriget började var det närmast tabubelagt att kritisera USA, men 1972 skrev 2,7 miljoner svenskar under ett upprop mot kriget, som samtliga riksdagspartiet stod bakom.
År 1977 diskuterades för första gången unga kvinnors rättigheter ordentligt. Det slogs fast att socialismen inte automatiskt leder till stopp för kvinnoförtryck, även om förbundet såg det som ett uttryck av klassamhället. Krav ställdes på rättvisa löner, fri abort och gratis mensskydd.

#### Kärnkraftsfrågan
VPK engagerade sig som motståndare till kärnkraften. När KU diskuterade frågan var det få som tog ställning för kärnkraft, både i parti och förbund var det kvinnor som mest var emot kärnkraft. Man ställde krav på folkomröstning tillsammans med den övriga miljörörelsen, och fick gehör för detta.
Organisationen var ännu inte van vid att förhålla sig till miljöfrågor. Istället för att tala om riskerna med kärnkraft, argumenterade man emot LO som var för, och bemötte LO:s varningar för att jobben hotades utan alternativa energikällor. Organisationen lyfte även det internationella perspektivet hur uranbrytningen i Namibia gick till och att freden kunde hotas med större risk för kärnvapenspridning.[källa behövs]

#### Politik i motvind
I slutet av sjuttiotalet började politiska högern med SAF i spetsen att inleda en kampanj mot breda vänstern och de socialpolitiska reformerna arbetarrörelsen genom socialdemokratiska regeringar genomdrivit. År 1976 vann de borgerliga valet och vänstern var splittrad. Socialdemokraterna kämpade för löntagarfonder, något som inte vann gehör hos den övriga vänstern. KU och VPK kritiserades både från höger och vänster, högern anklagade dem för att lyda Moskvas minsta vink och vänsterförbunden anklagade dem för att vara reformister. Att förbundet 1979 tog kraftigt avstånd från Sovjetunionens invasion av Afghanistan hjälpte föga.
År 1980 kunde förbundet konstatera att Moderaternas ungdomsförbund MUF växte, hälften av alla gymnasieelever uppskattades sympatisera med MUF. KU drev därför en motkampanj under parollen "Slå tillbaka unghögern!", och man bemötte MUF med flygblad, möten och många debatter. Andra inrikes frågor som dominerade under den här tiden var arbete, bostad, fred och miljö.
År 1982 förlorade man utgivningsrätten till Stormklockan till MLK efter ett domstolsbeslut. I dess ställe startades Röd Press, som givits ut sedan dess. Samma år led förbundet av interna strider, som ledde till att en grupp "Moskvatrogna" lämnade förbundet till förmån för APK.
Det internationella arbetet var omfattande under denna tid. Man hade mycket kontakter med folkrörelser över hela världen, som till exempel Juventudes Communistas i Chile, ANC i Sydafrika och Sandinisternas ungdomsförbund i Nicaragua. Man hade en teori om de tre antiimperialistiska huvudkrafterna; tredje världens folkrörelser, arbetarklassen i industriländerna och de socialistiska staterna. Av denna anledning hade man även kontakter med östblocket och reste på delegationsmöten till Sovjet. Där kunde diskussionerna bli mycket hätska om till exempel Afghanistan, eftersom Sovjetunionen visade sig kunna vara väldigt imperialistiskt.
Kvinnofrågorna blev också allt viktigare, förbundet kritiserades för att fokusera för ensidigt på klassfrågor. I mitten av 1980-talet kom även homosexuellas rättigheter med i förbundets kampanj för allas lika värde.[källa behövs]

### Ung Vänster
1980-talet slutade med Berlinmurens fall och senare föll även östblockets diktaturer en efter en. KU som haft en relativ svag ställning under 1980-talet drabbades hårt, man anklagades för att vara odemokratiska och att stå för en misslyckad ideologi. VPK hade endast fått 2 % av förstagångsväljarnas röster i valet 1991 och partiet bytte namn till Vänsterpartiet. Förbundet ville inte längre förknippas med kommunismen och förbundsstyrelsen föreslog på kongressen ett namnbyte till VUF, Vänsters ungdomsförbund. Majoriteten röstade dock för ett annat namnförslag: Ung Vänster. Argumenten för namnbytet var att bredda organisationen och förnya förbundet. Motståndarna menade att detta kunde ses som ett erkännande att förbundet hade efterstävat ett samhälle av sovjetisk typ. På kongressen välkomnades förändringarna i Östeuropa och man betonade de baltiska staternas rätt till självständighet.
De feministiska frågorna blev under 1990-talet till en naturlig del av Ung Vänsters arbete. År 1993 valdes Jenny Jederlund till första kvinnliga ordförande någonsin, 1995 antogs ett kvinnopolitiskt dokument och mot slutet av 1990-talet kallade sig de flesta i förbundet feminist.
År 1994 lyckades Vänsterpartiet nå 10 % av förstagångsväljarna. Socialdemokraterna kritiserades av Ung Vänster för sin högervridning, något de varnat för redan 1993.
År 1994 var Ung Vänster på den förlorande sidan i folkomröstningen om EU-medlemskap, förlusten blev kännbar. Inte bara för att man var bland de mest aktiva organisationerna på Nej-sidan, utan även för att några personer använt förbundet för att driva igenom politiska mål med våld. Två personer uteslöts och ytterligare en handfull lämnade förbundet[källa behövs].
Under senare delen av 1990-talet genomfördes åtstramningar i Sveriges flyktingpolitik. Förbundet svarade med att driva antirasistiska frågor hårdare, och började med årliga manifestationer till minnet av Kristallnatten och mot främlingsfientlighet.
Borgerliga politiker och debattörer angrep Ung Vänster mycket hårt under sent 1990-tal, där man kritiserades mycket kraftigt för att man inte helt tagit avstånd från kommunismen. Kommunismens svarta bok, som getts ut över hela världen, användes som ett tungt argument från högern. När ordföranden Jenny Lindahl Persson intervjuades i Ekot blev det en riksnyhet. Hon framhöll ryska revolutionens betydelse för demokratins framväxt i väst, att Lenin borde ses i sitt sammanhang och att han inte var värre än någon annan statschef på den tiden. Ung Vänster blev mycket hårt kritiserat för detta av högerpolitiker i media. Ett nytt sätt att bemöta detta blev att ge ut boken Utan Heder av Aron Etzler som ett svar på Kommunismens svarta bok. Detta ledde efter ett tag till att Ung Vänster startade bokförlaget Nixon.[källa behövs]
Ung Vänster växte sig dock starkare och blev det mest synliga ungdomsförbundet på de flesta platser i Sverige och Vänsterpartiet fick i valet 2002 18 % av rösterna från förstagångsväljare. Man var en av många drivande krafter bakom de stora internationella protesterna mot USA:s invasion av Irak, som nådde sin höjdpunkt under fredsdemonstrationerna 15 februari 2003. Senare samma år deltog man även i kampanjen för ett nej till EMU, under vilken förbundet bland annat delade ut runt en miljon flygblad.
Ung Vänsters förbundsstyrelse utlyste på sitt möte den 8-9 februari 2004 en extraordinär kongress, som hölls 9-10 april samma år i Strömsund. På extrakongressen antogs ett organisatoriskt strategidokument för förbundet och en ny förbundsstyrelse och valberedning utsågs. Tove Fraurud från Stockholm valdes till förbundsordförande efter Ali Esbati från Stockholm. Efter Tove Fraurud valdes Ida Gabrielsson från Sandviken till ordförande, på kongressen 2005. Gabrielsson omvaldes till ordförande på kongressen våren 2008.
År 2005 avslöjades att det förekommit fusk med förbundets medlemssiffror. Tillsammans hade distrikt tillskrivit sig flera tusen medlemmar som inte fanns, vilket gjorde att bland annat bidragen från Ungdomsstyrelsen ökade kraftigt. När fusket avslöjades beslutade Ung Vänsters förbundsstyrelse att man skulle göra en rejäl genomgång av hur många medlemmar förbundet faktiskt hade och instiftade centrala medlemsregister för att försvåra att samma typ av fusk skulle upprepas. Efter detta gick Ung Vänster från att hävda en medlemsbas på 14 292 medlemmar till att ange antalet till ca 6 500 medlemmar. Ungdomsstyrelsen lade ner sin undersökning efter att ha kommit fram till att Ung Vänster är bidragsberättigade och att det var fel att frysa utbetalningarna.
År 2011 valdes Stefan Lindborg till ny förbundsordförande efter Ida Gabrielsson. Lindborg omvaldes vid förbundets kongress 2013.
Under 2013 och 2014 uppstod interna slitningar inom förbundet till följd av oenighet kring synen på våldsbejakande vänsterextrema organisationer som Revolutionära fronten (RF) och Antifascistisk aktion (AFA). I december 2013 beslutade Vänsterpartiets partistyrelse att utesluta Ung Vänsters distriktsordförande i Örebro, Markus Allard, ur partiet sedan denne bland annat uttalat sympatier för Revolutionära fronten. En vecka senare beslutade även Ung Vänsters förbundsstyrelse att utesluta Allard ur ungdomsförbundet. Uteslutningen av Allard orsakade splittring i förbundet och åtta av organisationens totalt tjugotvå distrikt krävde att han skulle få komma tillbaka. I april 2014 uteslöts även Allards efterträdare på posten som distriktsordförande i Örebro, Axel Frick, samt distriktsordföranden i Blekinge, Erik Drottman, bland annat för att även de uttalat sympatier för Revolutionära fronten. Den uteslutne distriktsordföranden Axel Frick sa i en intervju Sveriges Televisions program Uppdrag granskning att stödet för Revolutionära fronten är "väldigt utbrett" inom Ung Vänster.
År 2016 miste Ung Vänster sitt statliga årliga bidrag på cirka 1,5 miljoner SEK per år från Myndigheten för ungdoms- och civilsamhällesfrågor (MUCF) på grund av bristande ekonomisk ordning. Detta beslut överklagades av Ung Vänster och upphävdes av förvaltningsrätten.

## Ideologi
Ung Vänster är ett politiskt ungdomsförbund som har sina rötter i de socialdemokratiska och sedan 1921 kommunistiska delarna av arbetarrörelsen. Förbundet har även förankring i kvinnorörelsen och har påverkats av miljö- och fredsrörelsen. Utifrån marxistiska och feministiska teorier arbetar förbundet för ett demokratiskt, socialistiskt samhälle, vilket enligt förbundets principprogram är detsamma som "ett klasslöst samhälle, fritt från förtryck – ett kommunistiskt samhälle." Man menar att det förutsätter en förändring av samhället i grunden, det vill säga avskaffandet av kapitalismen och könsmaktsordningen.

## Organisation
Ung Vänster stödjer Vänsterpartiet men fattar utifrån egna analyser självständiga beslut i organisatoriska och politiska frågor.
Ung Vänster delas upp i tre nivåer: Klubb, distrikt och förbund.
- Klubbarna omfattar allt från flera kommuner ned till stadsdelar. Det är även här huvuddelen av verksamheten bedrivs. Klubbens högst beslutande organ är årsmötet.
- Distrikt, är på länsnivå och det finns 22 distrikt. Distriktets högsta beslutande organ är distriktsårskonferensen.
- Förbundet, riksnivå. Förbundets högsta beslutande organ är kongressen som anordnas minst vart tredje år.

Förbundet ger sedan 1982 ut ungdomsmagasinet Röd Press då utgivningsbeviset för förbundets tidning Stormklockan, som varit namnet på förbundets organ sedan 1908, förlorades till utbrytargruppen Marxist-leninistiska kampförbundet. Ung Vänster driver även Bokförlaget Nixon. Förlaget bildades 2002 och är en del av Red Planet AB. Förlagets syfte är "att publicera radikal litteratur som syftar till att driva samhällsdebatten till vänster".

## Namnförändringar
se även artikel Socialdemokratiska Ungdomsförbundet om tiden i socialdemokratin.
- 1903 Socialdemokratiska Ungdomsförbundet (SDUF)
- 1921 Sveriges Kommunistiska Ungdomsförbund (SKU)
- 1952 Demokratisk Ungdom (DU och SKU existerade parallellt under en tid, slogs samman 1958)
- 1967 Vänsterns Ungdomsförbund (VUF), VUF bröts senare loss och bildade MLK
- 1970 Kommunistisk Ungdom (KU)
- 1991 Ung Vänster (Ingen förkortning)

## Priser och utmärkelser
2000 belönades Ung vänster tillsammans med Sveriges socialdemokratiska ungdomsförbund, Grön ungdom, Liberala ungdomsförbundet, Moderata ungdomsförbundet och Centerpartiets ungdomsförbund med Regnbågspriset.

## Förbundsordförande
Se även artikel Socialdemokratiska Ungdomsförbundet om tiden i socialdemokratin 1903-1917.
(Månsson och Hansson var lojala med det socialdemokratiska partiet och lämnade förbundet då förbundet lämnade partiet.)
- 1903          August V. Lindkvist[25]
- 1903–1904 K.G. Ossiannilsson
- 1904–         Sigfrid Hansson[25]
- ?                Emil Wallin[25]
- 1907–1908 Gustav Möller[25]
- 1908–1909 Per Albin Hansson
- 1909–1918 Zeth "Zäta" Höglund
- 1918–1921 Sven Linderot[26]
- 1921–1924 Nils Flyg
- 1923–1926 Einar Olsson
- 1935–1939 Filip Forsberg
- 1940–1946 Knut Olsson
- 1946–1951 Axel Jansson
- 1951–1958 Urban Karlsson (SKU)
- 1957–1962 Rolf Utberg (DU)
- 1962–1964 Rolf Hagel
- 1964–1967 Kjell E. Johanson
- 1967–1970 Anders Carlberg
- 1970–1972 Talesmän: Bengt Karlsson och Urban Herlitz
- 1972–1973 Bengt Karlsson
- 1973–1980 Lars Johansson
- 1980–1989 Stellan Hermansson
- 1989–1993 Magnus Blomgren
- 1993–1996 Jenny Jederlund
- 1996–2001 Jenny Lindahl Persson
- 2001–2004 Ali Esbati
- 2004–2005 Tove Fraurud
- 2005–2011 Ida Gabrielsson
- 2011–2015 Stefan Lindborg
- 2015–2017 Hanna Cederin
- 2017–2021 Henrik Malmrot
- 2021–2025 Ava Rudberg
- 2025– My Kårlycke

## Förbundssekreterare
- 1972–1973 Lasse Johansson
- Torsten Norlander
- Håkan Stridsman
- –1983 Peje Bengtsson
- 1983–1986 Gustav (KG) Olofsson
- 1986–1988 Brittis Benzler
- 1988–1991 Erik Cardfelt
- 1991–1993 Titti Berg
- 1993–1996 Birger Östberg
- 1996–1998 Kalle Larsson
- 1998–1999 Henning Süssner
- 1999–2004 Åsa Brunius
- 2004–2005 Tora Breitholtz
- 2005–2005 Clara Norberg Averbo
- 2005–2010 Ida Regin
- 2010–2011 Stefan Lindborg
- 2011–2015 Hanna Cederin
- 2015–2016 Kristin Olofsson
- 2016–2017 Dina Viksten Abrahamson
- 2017–2019 Luisa Moncada Escobar
- 2019–2023 Olof Persson
- 2023– Mika Brovall

## Övrigt
Ungdomsförbundet var med och etablerade volleybollen i Sverige i mitten av 1930-talet.  De gav bland annat ut den första regelboken i Sverige.